# Elezioni parlamentari in Marocco del 2021
Le elezioni parlamentari in Marocco del 2021 si sono tenute l'8 settembre per il rinnovo della Camera dei rappresentanti, la camera bassa del parlamento del paese.
Esse hanno visto l’elezione di Aziz Akhennouch del Raggruppamento Nazionale degli Indipendenti alla carica di Capo del Governo del Marocco, in quanto leader del partito politico più votato.

## Risultati
| Liste                                                         | Liste circoscrizionali | Liste circoscrizionali | Liste circoscrizionali | Seggi nazionali | Seggi totali |
| Liste                                                         | Voti                   | %                      | Seggi                  | Seggi nazionali | Seggi totali |
| ------------------------------------------------------------- | ---------------------- | ---------------------- | ---------------------- | --------------- | ------------ |
| Raggruppamento Nazionale degli Indipendenti                   | 2.099.036              | 27,66                  |                        |                 | 102          |
| Partito Autenticità e Modernità                               | 1.400.122              | 18,45                  |                        |                 | 87           |
| Partito dell'Indipendenza                                     | 1.278.420              | 16,85                  |                        |                 | 81           |
| Unione Socialista delle Forze Popolari                        | 598.293                | 7,88                   |                        |                 | 34           |
| Movimento Popolare                                            | 534.292                | 7,04                   |                        |                 | 28           |
| Unione Costituzionale                                         | 418.679                | 5,52                   |                        |                 | 18           |
| Partito del Progresso e del Socialismo                        | 387.869                | 5,11                   |                        |                 | 22           |
| Partito della Giustizia e dello Sviluppo                      | 322.758                | 4,25                   |                        |                 | 13           |
| Movimento Democratico e Sociale                               | 126.399                | 1,67                   |                        |                 | 5            |
| Alleanza della Federazione di Sinistra Democratica (PADS-CNI) | 83.130                 | 1,10                   |                        |                 | 1            |
| Fronte delle Forze Democratiche                               | 70.218                 | 0,93                   |                        |                 | 3            |
| Partito Socialista Unificato                                  | 60.313                 | 0,79                   |                        |                 | 1            |
| Partito dei Nuovi Democratici                                 | 32.295                 | 0,43                   | -                      | -               | -            |
| Partito dell'Ambiente e dello Sviluppo Sostenibile            | 22.959                 | 0,30                   | -                      | -               | -            |
| Partito Marocchino Liberale                                   | 18.884                 | 0,25                   | -                      | -               | -            |
| Partito della Speranza                                        | 17.262                 | 0,23                   | -                      | -               | -            |
| Partito dell'Equità                                           | 16.358                 | 0,22                   | -                      | -               | -            |
| Partito Verde Marocchino                                      | 15.639                 | 0,21                   | -                      | -               | -            |
| Partito dell'Unità e della Democrazia                         | 12.841                 | 0,17                   | -                      | -               | -            |
| Partito del Centro Sociale                                    | 11.968                 | 0,16                   | -                      | -               | -            |
| Altri <10.000 voti                                            | 60.770                 | 0,80                   | -                      | -               | -            |
| Totale                                                        | 7.588.705              |                        | 305                    | 90              | 395          |

- Dati risultanti dalla sommatoria dei voti conseguiti da ciascuna lista su base circoscrizionale.